# Philautus petersi
Philautus petersi es una especie de ranas de la familia Rhacophoridae endémica de las islas Natuna.
Esta especie se encuentra amenazada de extinción debido a la destrucción de su hábitat natural.